# Dennis Sciama
Dennis William Siahou Sciama (18. listopadu 1926 – 18./19. prosince 1999) byl britský fyzik, který díky své vlastní práci a práci jeho studentů, hrál hlavní roli v rozvoji britské fyziky po druhé světové válce. Je považován za jednoho z otců moderní kosmologie.

## Život a kariéra
Sciama se narodil v Manchesteru v Anglii jako syn Nelly Adesové a Abrahama Sciamy. Měl Syrsko-Židovský původ, jeho otec se narodil v Manchesteru a jeho matka se narodila v Egyptě, oba ale měli kořeny v Aleppu v Sýrii.
Sciama získal doktorát v roce 1953 na univerzitě v Cambridgi pod vedením Paula Diraca, jeho disertace se týkala Machova principu a setrvačnosti. Jeho práce později ovlivnila formování skalárně-tenzorové teorie gravitace.
Učil na Cornellově univerzitě, King's College v Londýně, Harvardově univerzitě a Texaské univerzitě v Austinu, většinu své kariéry ale strávil v Cambridgi (50. a 60. léta) a na Oxfordské univerzitě (70. a raná 80. léta). V roce 1983 se přestěhoval z Oxfordu do Terstu, kde se stal profesorem astrofyziky na Mezinárodní škole pro pokročilá studia (SISSA), a konzultantem Mezinárodního centra pro teoretickou fyziku.
Během 90 let dělil čas mezi Terst a Oxford, kde působil jako hostující profesor až do konce života.
Sciama vytvořil spojení mezi některými tématy v astronomii a astrofyzice. Zabýval se rádiovou astronomií, rentgenovou astronomií, kvasary, anizotropií reliktního záření, mezihvězdným a mezigalaktickým prostředím, astročásticovou fyzikou a povahou temné hmoty. Nejvýznamnější byla ale jeho práce v obecné relativitě, s a bez kvantové teorie a černých děr. Pomohl oživit klasickou relativistickou alternativu k obecné relativitě známou jako Einsteinova-Cartanova gravitace.
V začátcích své kariéry podporoval Hoyleovu teorii ustáleného stavu vesmíru, a spolupracoval s jejími hlavními zastánci Hoylem, Hermannem Bondim a Thomasem Goldem. Když ale důkazy začaly v 60. letech hovořit proti ustáleném stavu vesmíru (reliktní záření), Sciama teorii opustil.
Během posledních let života se Sciama začal zajímat o problém temné hmoty v galaxiích. Věnoval se teorii temné hmoty, která se skládá z těžkých neutrin.
Řada předních astrofyziků a kosmologů moderní éry úspěšně absolvovala doktorské studium pod Sciamovým vedením, zejména:
- George Ellis (1964)
- Stephen Hawking (1966)
- Brandon Carter (1967)
- Martin Rees (1967)
- Gary Gibbons (1973)
- James Binney (1975)
- John D. Barrow (1977)
- David Deutsch
- Adrian Melott (1981)
- Paolo Molaro (1987)
- Paolo Salucci (1989)
- Antonius Valentini (1992)

Sciama také silně ovlivnil Rogera Penrose, který mu věnoval svou knihu The Road to Reality. Skupina, kterou vedl v 60. letech v Cambridgi (zahrnovala Ellise, Hawkinga, Reese, a Cartera) se ukázal jako velmi vlivná.
Sciama byl roku 1982 zvolen členem Královské společnosti. Byl také čestným členem Americké akademie umění a věd, Americké filozofické společnosti a Akademické obce Lincei v Římě. Sloužil jako prezident Mezinárodní společnosti pro obecnou relativitu a gravitaci (1980–1984).
V roce 1959 se oženil s Lidií Dinaovou, sociální antropoložkou. Měl s ní dvě dcery.
Jeho práce na SISSA a Oxfordské univerzitě vedla k vytvoření série přednášek na jeho počest, Dennis Sciama Memorial Lectures. V roce 2009 pojmenoval Ústav kosmologie a gravitace na University of Portsmouth novou budovu jeho jménem a o dva roky později získal jeho jméno také nový superpočítač.
Byl ateista.

## Knihy
- 1959. The Unity of the Universe. Garden City, n. y., Doubleday.
- 1969. The Physical Foundations of General Relativity. New York: Doubleday. Science Study Series.
- 1971. Modern Cosmology. Cambridge University Press.
- 1993. Modern Cosmology and the Dark Matter Problem. Cambridge University Press.

## V populární kultuře
Sciama byl zobrazen v řadě biografických projektů o svém nejslavnějším studentovi Stephenu Hawkingovi:
- 2004 BBC TV film Hawking, Sciamu hrál John Sessions.
- 2014 film Teorie Všeho, Sciamu hrál David Thewlis. Fyzik Adrian Melott silně kritizoval zobrazení Sciamy v tomto filmu.[10]